# Tom Locken
Tom Locken (* 16. Oktober 1942 in Duluth, Minnesota) ist ein US-amerikanischer Curler. 
Sein internationales Debüt hatte Locken bei der Curling-Weltmeisterschaft 1974 in Bern, wo er die Goldmedaille gewann. Vier Jahre später konnte er diesen Erfolg wiederholen. 
Locken spielte als Second der US-amerikanischen Mannschaft bei den XV. Olympischen Winterspielen 1988 in Calgary im Curling. Die Mannschaft von Skip Bob Nichols belegte den vierten Platz.

## Erfolge
- Weltmeister 1974, 1978